# Friedrich August Bouterwek
Pour les articles homonymes, voir Bouterwek.
Friedrich Bouterwek est un peintre allemand né à Friedrichshütte (de nos jours : Tarnowskie Góry), province de Silésie, en 1806 mort en 1867 à Paris.
Il est l'élève de Paul Delaroche à Paris et le neveu du philosophe Friedrich Ludewig Bouterweck.

## Œuvres
- Argenteuil, Basilique Saint-Denys ;
- Limoges, musée, Festin de noces de Daphnis et Chloé ;
- Marly-le-Roi, église Saint-Vigor, commande du ministère de l'Intérieur ;
- Paris :
  - Église Saint-Ambroise ;
  - Église Saint-Nicolas du Chardonnet ;
  - Église Saint-Jacques du Haut-Pas ;
  - Église Saint-Vincent de Paul ;
- Versailles, musée national du Château de Versailles et des Trianons ;
  - Explosion de la frégate égyptienne L'Isona lors de la bataille de Navarin, copie d'un tableau de J. C. Langlois, commandée en 1837.
  - Prise de Bône, 27 mars 1832, Copie d'un tableau de Horace Vernet.
  - Embarquement de Henry VIII d'Angleterre à Douvres, 31 mai 1520, copie d'un tableau anonyme conservé au château de Hampton Court.

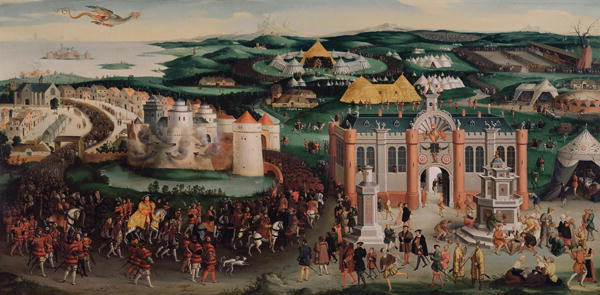

  - Entrevue du camp du Drap d'Or, 7 juin 1520, Copie d'un tableau anonyme conservé au château de Hampton Court.